# Mueang Surat Thani
Mueang Surat Thani (em tailandês: อำเภอเมืองสุราษฎร์ธานี) é um distrito da província de Surat Thani, no sul da Tailândia. É um dos 19 distritos que compõem a província. Sua população, de acordo com dados de 2012, era de 171 712 habitantes, sendo o distrito mais populoso da província. Sua área territorial é de 233,8 km²
O distrito foi formado em 1897, quando Mueang Chaiya e Kanchanadit foram fundidas em um único distrito, nomeada Chaiya, com seu centro administrativo localizado em Ban Don. O distrito foi então chamado simplesmente de Mueang. Em 1915, a província foi renomeada para Surat Thani e, em 1917, o distrito foi renomeado para Ban Don (บ้าน ดอน). Em 1938, o distrito foi renomeado para Mueang Surat Thani, quando todos os distritos de capital foram nomeados de acordo com o correspondente nome da província.